# Лагошин, Николай Иванович
Николай Иванович Лагошин — советский хозяйственный, государственный и политический деятель, Герой Социалистического Труда.

## Биография
Родился в 1923 году в селе Сергеевка. Член КПСС.
С 1942 года — на хозяйственной, общественной и политической работе. В 1942—1984 гг. — слесарь в ремонтных цехах, слесарь на пункте технического обслуживания в вагонном депо Чернышевск в Читинской области, осмотрщик вагонов, старший осмотрщик вагонов депо Чернышевск-Забайкальский Читинской области.
Указом Президиума Верховного Совета СССР от 4 мая 1971 года за выдающиеся успехи в выполнении задании пятилетнего плана перевозок и повышении эффективности использования технических средств железнодорожного транспорта присвоено звание Героя Социалистического Труда с вручением ордена Ленина и золотой медали «Серп и Молот».
Делегат XXV съезда КПСС.
Почётный гражданин Читинской области.
Умер в Чернышевском районе Читинской области.